# Сан Флориано дел Колио
Сан Флориа̀но дел Ко̀лио (на италиански: San Floriano del Collio; на фриулски: San Florean dal Cuei, Сан Флореан дал Куей, на словенски: Števerjan, Щеверян) е село и община в Северна Италия, провинция Гориция, автономен регион Фриули-Венеция Джулия. Разположено е на 276 m надморска височина. Населението на общината е 811 души (към 2010 г.).